# Rhina ancylostoma
Genre
Espèce
Statut de conservation UICN

 CR  : 
En danger critique
La Raie guitare à nez rond (Rhina ancylostoma) est une raie de la famille des Rhinobatidae ou des Rajidae selon les classifications. C'est la seule espèce de son genre Rhina (monotypique).

## Description et caractéristiques
Facilement reconnaissable, cette raie-guitare a un corps large et épais avec un museau arrondi et de grandes nageoires dorsales et caudales analogues à celles d'un requin. L'ouverture de sa bouche est très ondulée et elle porte de multiples épines sur la tête et le dos. Elle a sur le dos de nombreuses taches blanches sur un fond bleu-gris à brun, avec une importante paire de marques au niveau des nageoires pectorales. Cette grande espèce peut atteindre 2,7 m de long et peser 135 kg.
On la distingue notamment de la Grande raie-guitare Rhynchobatus djiddensis par son museau plat au lieu d'être pointu. 

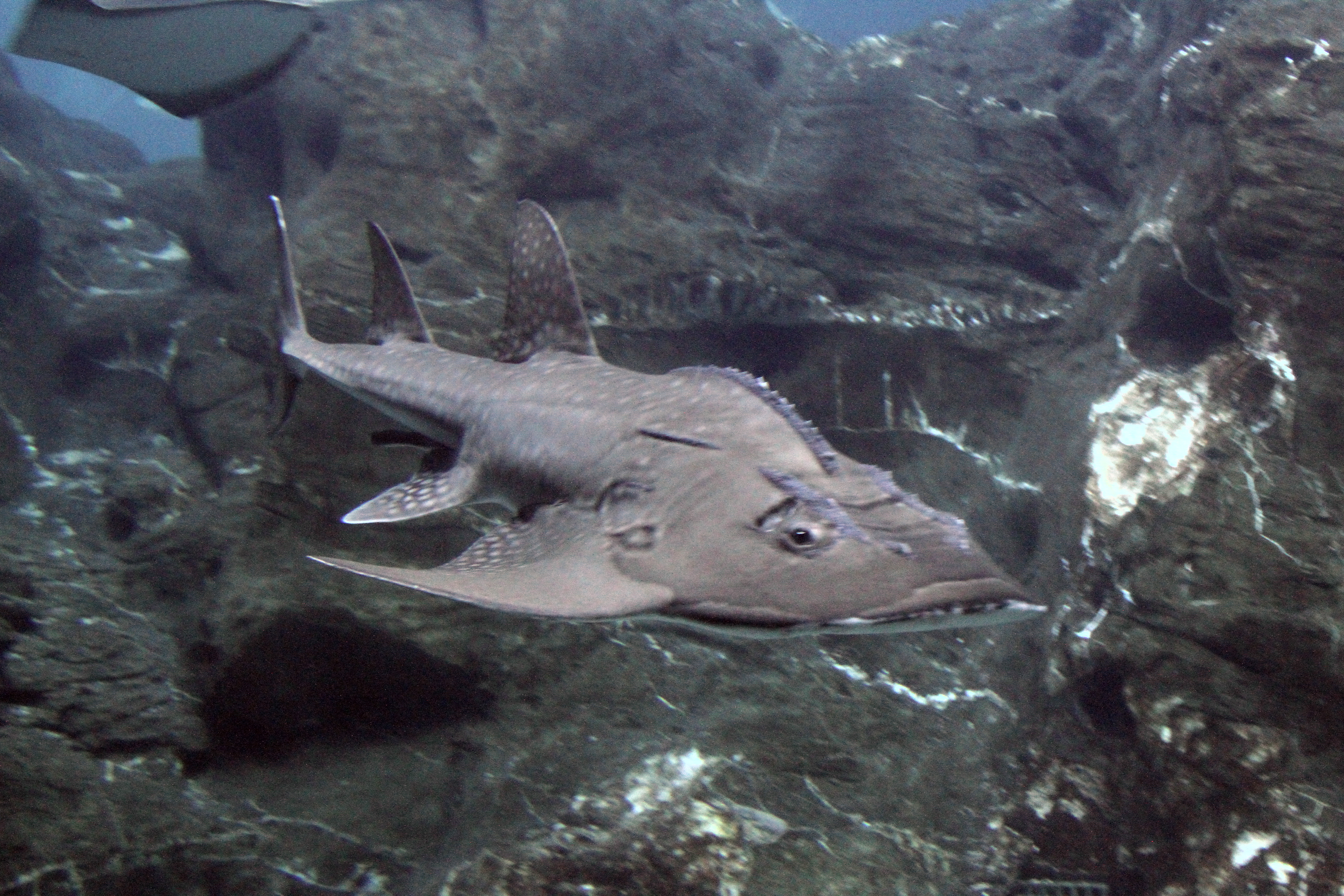
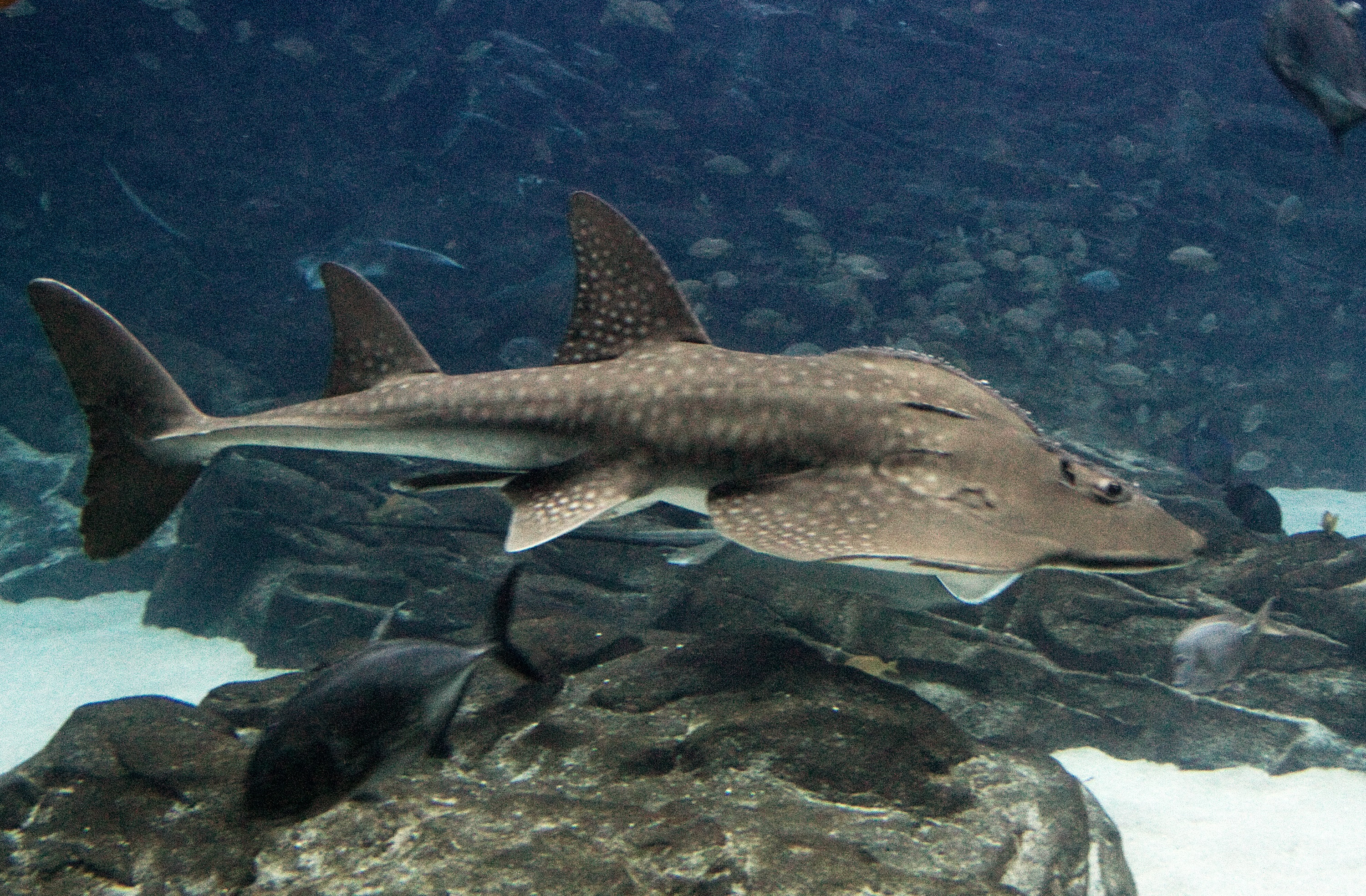
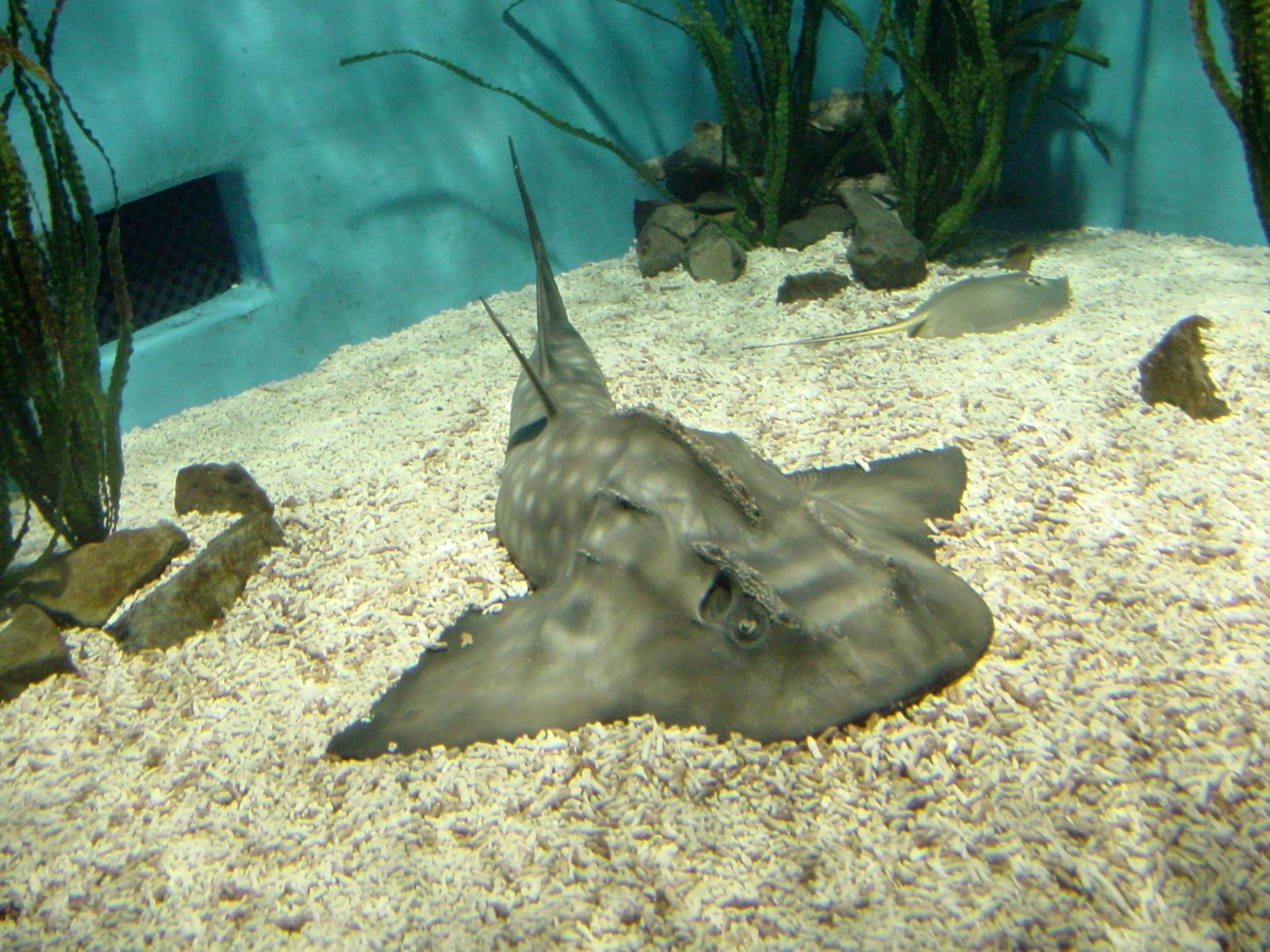
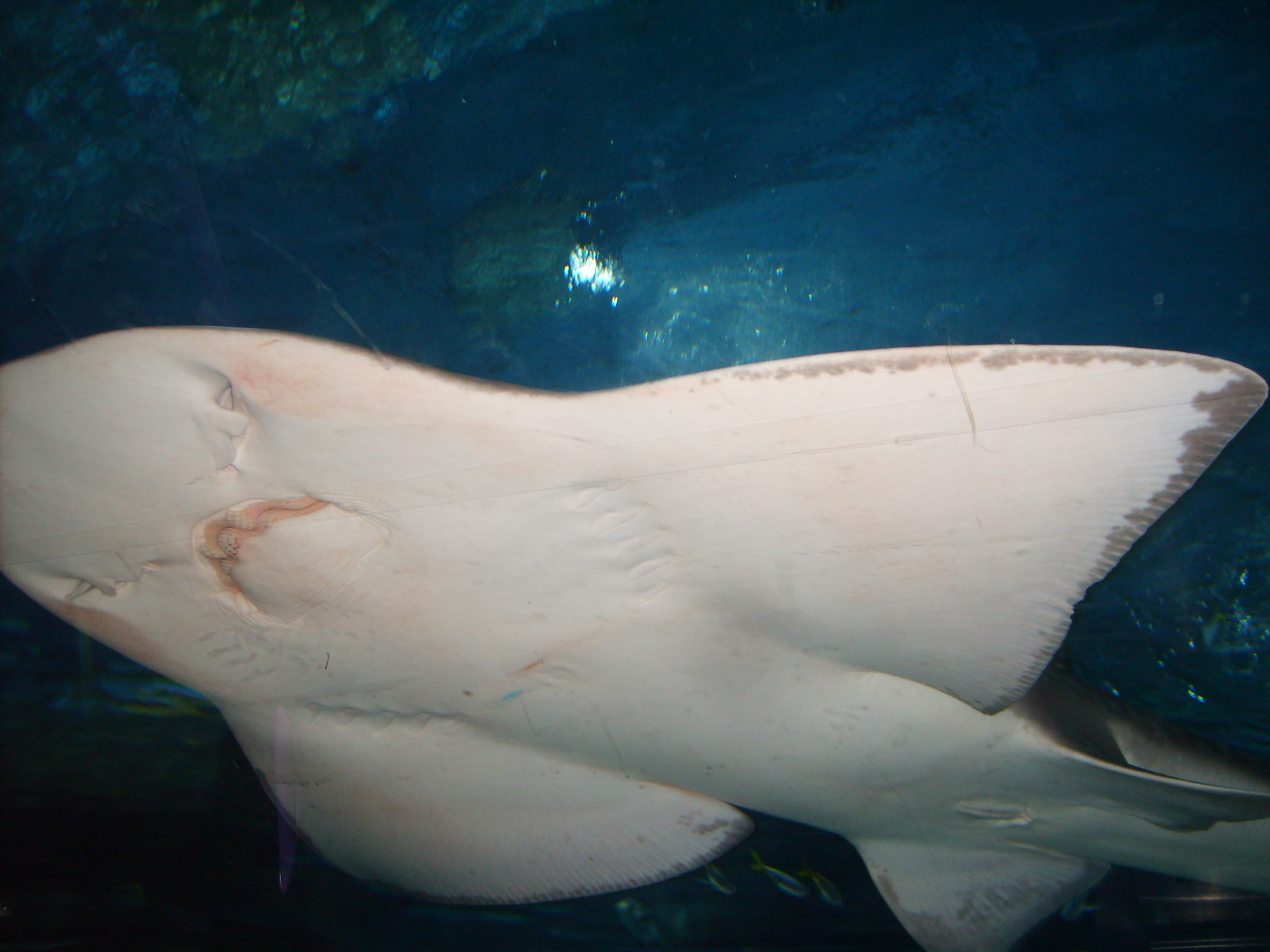
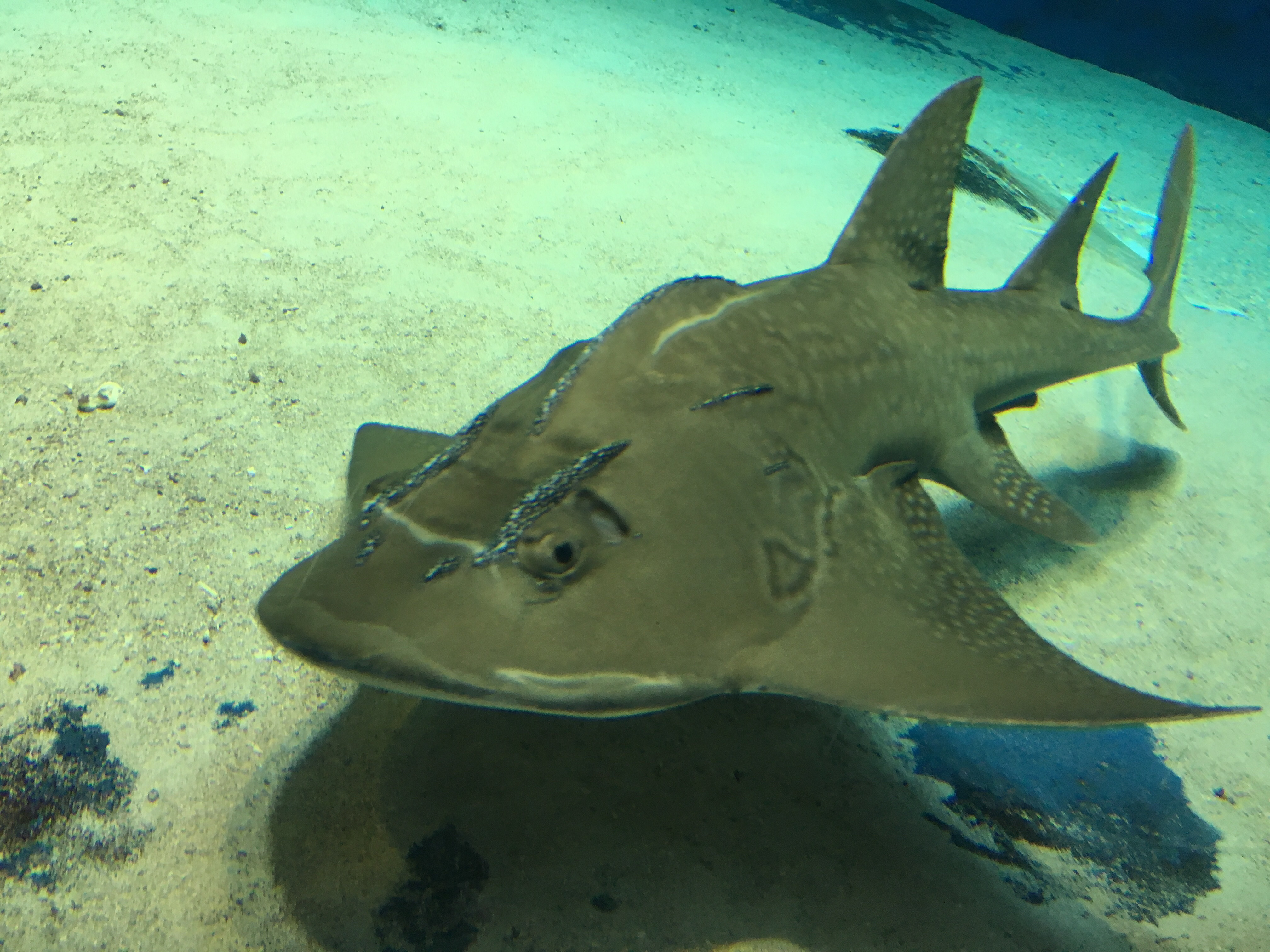

## Répartition

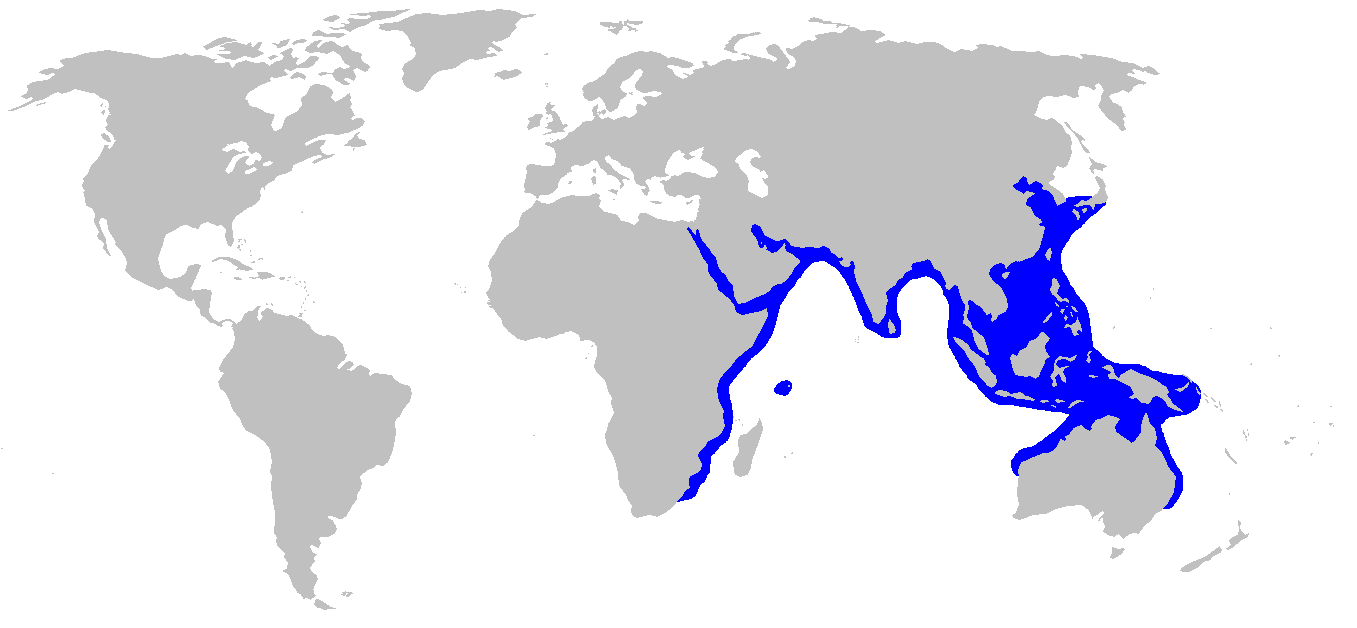
Aire de répartition.

On la trouve dans les eaux tropicales côtières des océans Indien et Pacifique à des profondeurs allant jusqu'à 90 m.

## Écologie et comportement
Poisson bon nageur vivant sur le fond, elle préfère les zones sableuses ou boueuses ainsi que les zones adjacentes aux récifs où elle chasse les crustacés, les mollusques et les poissons osseux. La reproduction est vivipare aplacentaire, avec des portées allant de 4 à 9 petits. 

## Relations aux humains
Malgré son allure de requin, cet animal est bien une raie, totalement inoffensive. 
L'Union internationale pour la conservation de la nature (UICN) a évalué cette espèce comme espèce en danger critique d'extinction : en effet, ses remarquables nageoires pectorales sont très prisées comme nourriture sur le marché asiatique et elle est largement attrapée par les pêcheries artisanales et commerciales. Ses épines et sa propension à endommager les filets amènent certains chalutiers à la considérer comme une nuisance. La destruction et la dégradation de ses habitats constituent probablement un défi supplémentaire important pour la survie de cette espèce. Elle figure par ailleurs en annexe II de la Convention sur le commerce international des espèces de faune et de flore sauvages menacées d'extinction, ce qui réglemente son commerce au niveau international.
Elle s'adapte relativement bien à la captivité et on peut la voir dans certains aquariums publics.